# بوزير ماما
بوزير ماما وهو حاكم مدينة لكش قبل كوديا , رغم أنه أطلق على نفسه لقب لوغال إلا أن النقوش الأثرية تثبت أنه كان حاكم صغير لمدينة لكش، تمكن من الاستقلال بمملكته من حكم شار كالي شاري الأكدي , وذلك عندما كان الأخير بمحاربة الكوتيين.